# Willem van Tijen
Willem van Tijen (Wormerveer, 1 februari 1894 – Heemstede (Noord-Holland), 28 mei 1974) was een Nederlands architect die geldt als een van de grondleggers van de sociale woningbouw.
Hij was de derde zoon van fabrikant Willem van Tijen (1860-1901) en Wilhelmina Maria Laan (1865-1917). Hun vierde zoon was Co van Tijen (1897-1958).
Hij trouwde in 1919 in Blaricum als landmeter met Wilhelmina Alida Hajema. Hij overleed in 1974 in Heemstede (Noord-Holland). Hij woonde de laatste jaren in de Sterreflat in Zandvoort.

## Leven en werk
Van Tijen had zes jaar op Java gestudeerd en gewoond, maar door polio werd hij gedwongen naar Nederland terug te keren. Hij besloot zijn loopbaan als irrigatie-ingenieur op te geven en zich als architect te gaan concentreren op woningbouw. In 1930 was Van Tijen tot het CIAM toegetreden, een internationale congrescyclus van moderne architecten tussen 1928 en 1959.
Van Tijen is de ontwerper van de eerste galerijflat in Nederland, de Bergpolderflat in Rotterdam. De Parklaanflat op de hoek van de Parklaan en de Parkstraat in eveneens Rotterdam werd tussen 1931 en 1933 gebouwd. Van Tijen was geïnteresseerd in nieuwe materialen en technieken zoals collectieve ruimtes en staalskeletbouw, waardoor de vloeren vrij ingedeeld konden worden. Hijzelf ging met zijn vrouw en jonge kind in de modelwoning op de bovenste verdieping wonen. Het was een proefproject voor de Bergpolderflat, die hij bouwde in 1933/1934. Als derde hoogbouw verrees van zijn hand in 1938 de Plaslaanflat aan de Kralingse Plaslaan. In 1987 werd de Parklaanflat erkend als rijksmonument, in de periode 1992/1995 is het gebouw gerenoveerd en is een herdenkingsplaquette geplaatst.
In 1937 had Van Tijen zich geassocieerd met zijn medewerker Maaskant, in 1954 werd deze samenwerking verbroken toen hij een bureau begon met M. Boom, J. Posno en A. van Randen.
Verder heeft hij zich onder andere beziggehouden met de planvorming voor de wederopbouw van Rotterdam en heeft een belangrijke hand gehad in het ontwerp van de Rotterdamse wijk Zuidwijk. Als schoolvoorbeeld van het gedachtegoed van Van Tijen mag echter vooral de naoorlogse ontwikkeling van Vlaardingen gelden. Van Tijen werd daar als stedenbouwkundige ingeschakeld door het gemeentebestuur en ontwierp onder andere Babberspolder-Oost en de Westwijk en de hoofdstructuur van de Holywijk. Mede dankzij Van Tijen stonden de ontwikkelingen in Vlaardingen in de jaren 1950 en 1960 nationaal en internationaal voor het voetlicht en heeft een keur aan befaamde architecten er zijn voetsporen en werken achtergelaten.
In de Amsterdamse wijk Geuzenveld ontwierp hij de Van Tijenbuurt waarvan de laatste uit 1957 daterende portiekflat in juli 2022 is gesloopt na 65 jaar. De ontworpen laagbouw uit 1958 is echter grotendeels behouden en gerenoveerd. In Wageningen maakte hij het stedenbouwkundig ontwerp voor het universiteitscomplex De Dreijen en ontwierp hij de Dreijenborch. Het gebouw werd in 1961 opgeleverd. Ondanks protesten werd het in 2009 gesloopt.
Willem van Tijen was sinds 1952 officier in de Orde van Oranje-Nassau, kreeg in 1964 de Albert Schweitzerprijs, ontving in 1969 de staatsprijs voor beeldende kunst en architectuur en werd in 1972 benoemd tot eredoctor in de Technische Wetenschappen aan de Technische Universiteit Delft. Tevens was hij in het bezit van de Hudig-medaille.

## Fotogalerij

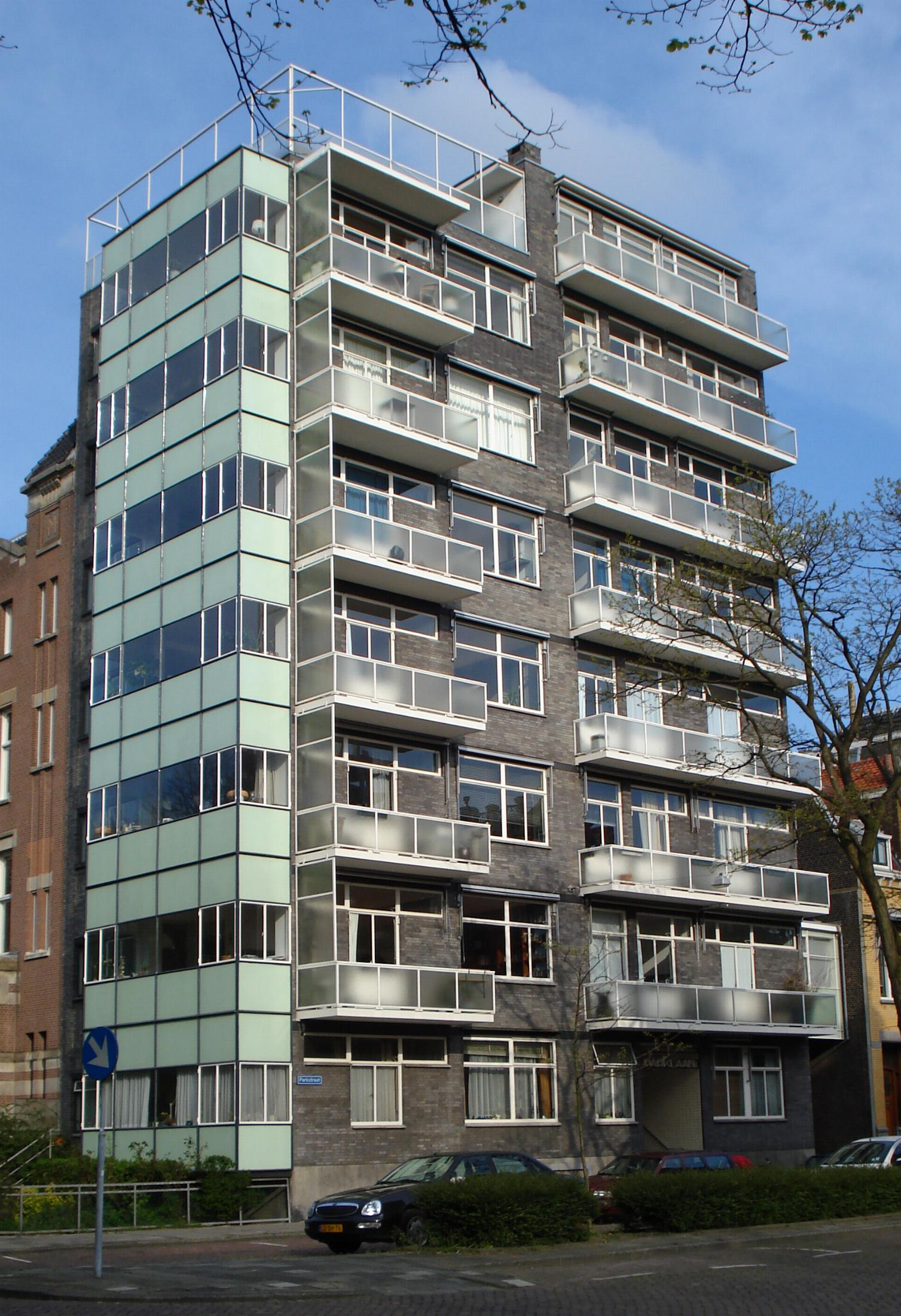
Parklaanflat in Rotterdam
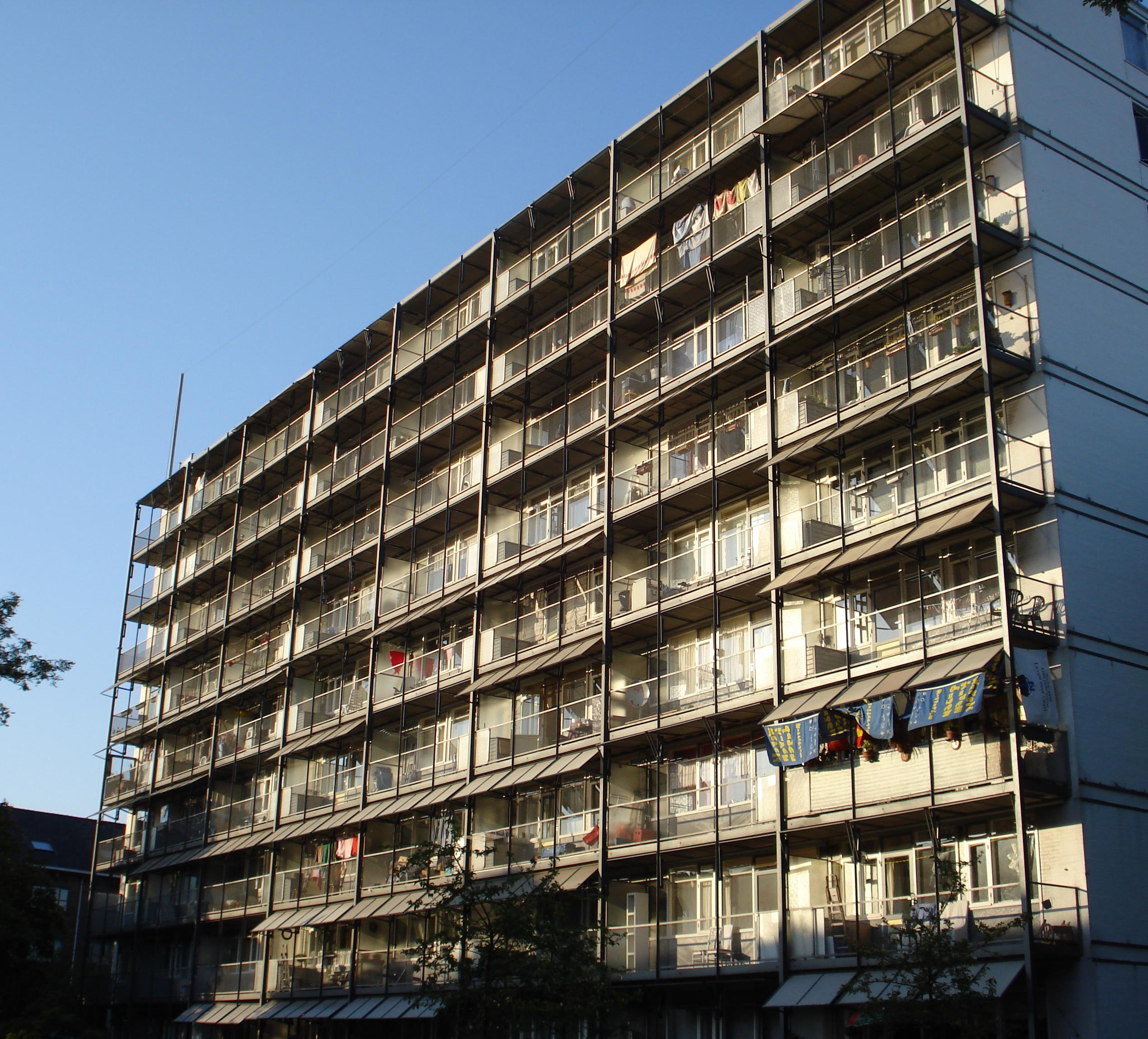
Bergpolderflat in Rotterdam
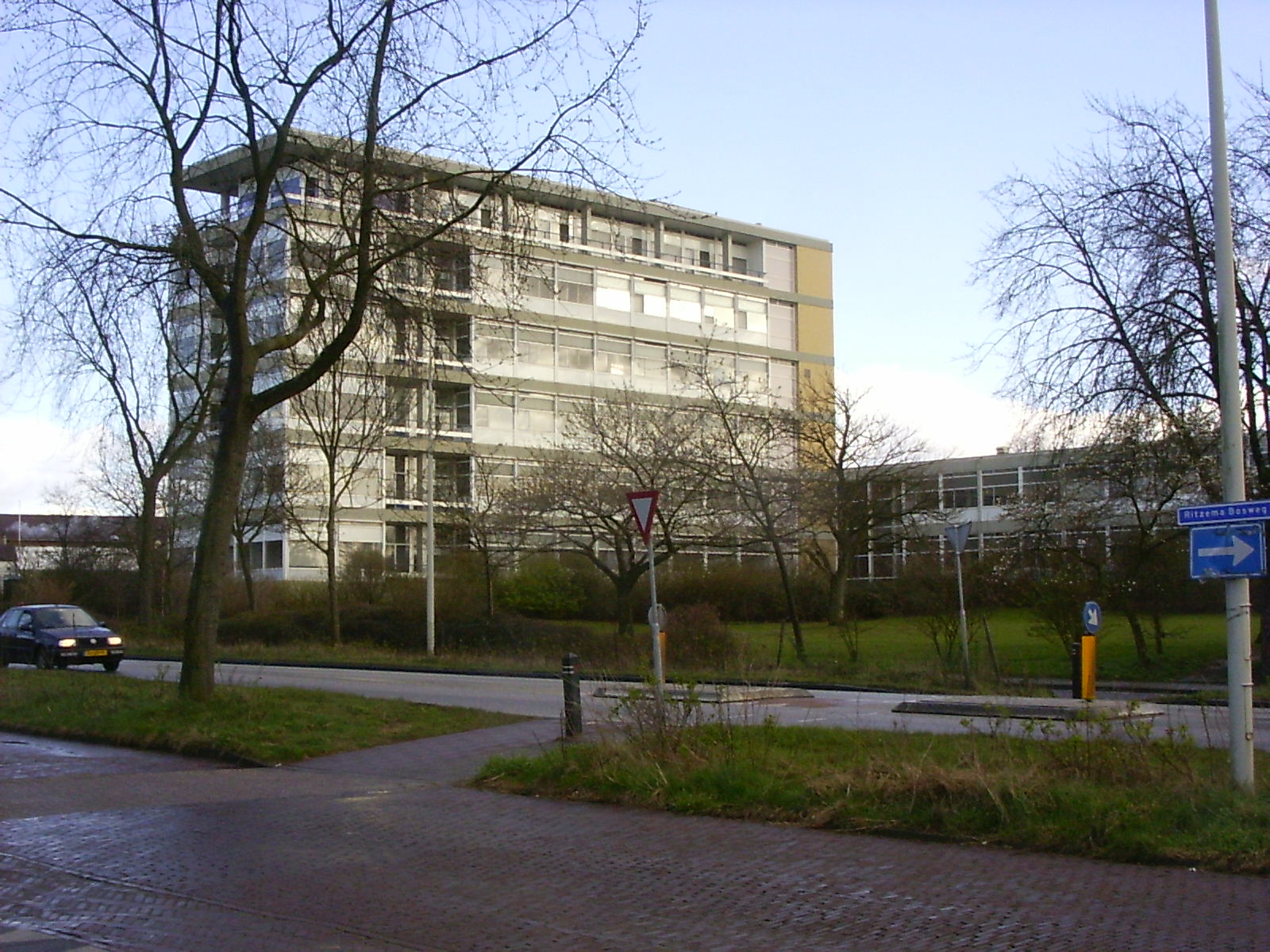
Dreijenborch Wageningen, gesloopt in 2009
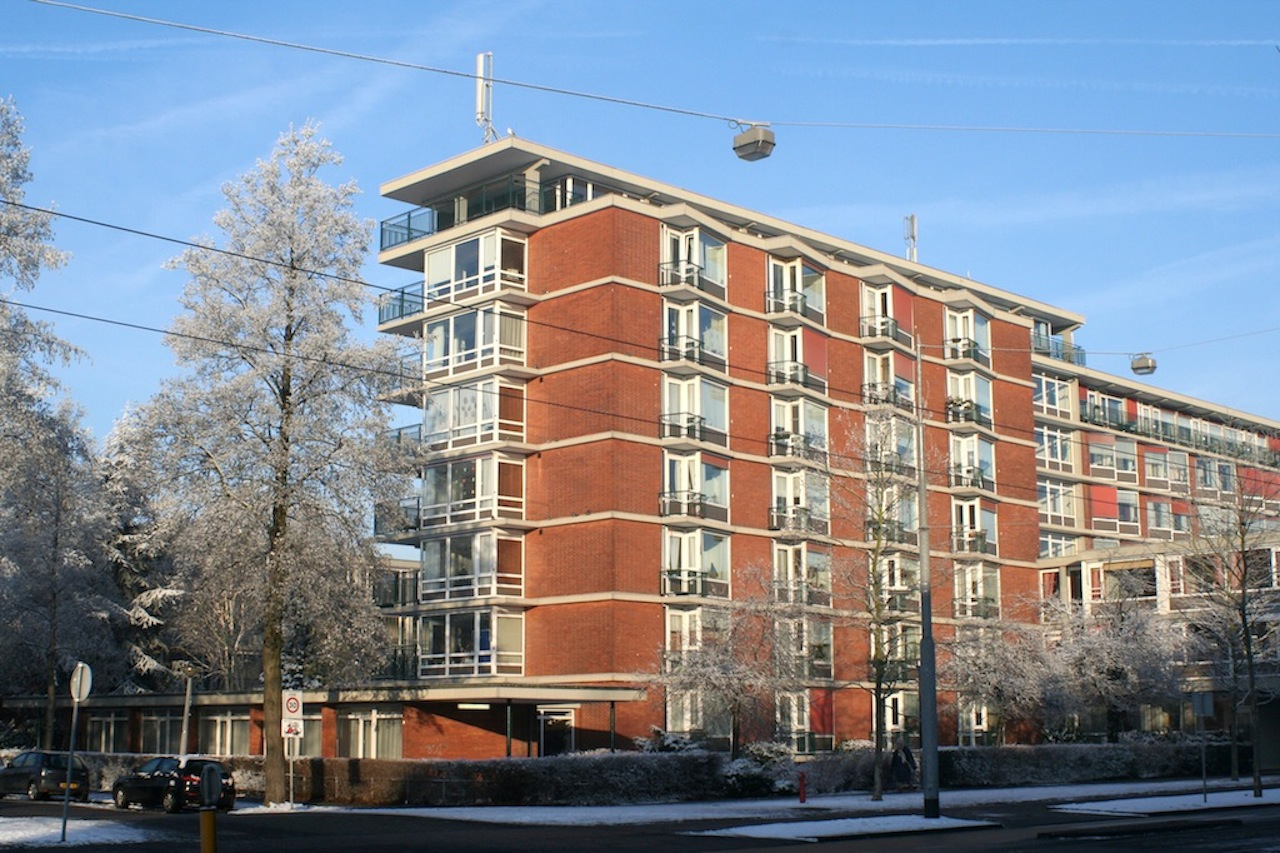
Het A.H. Gerhardhuis in Amsterdam
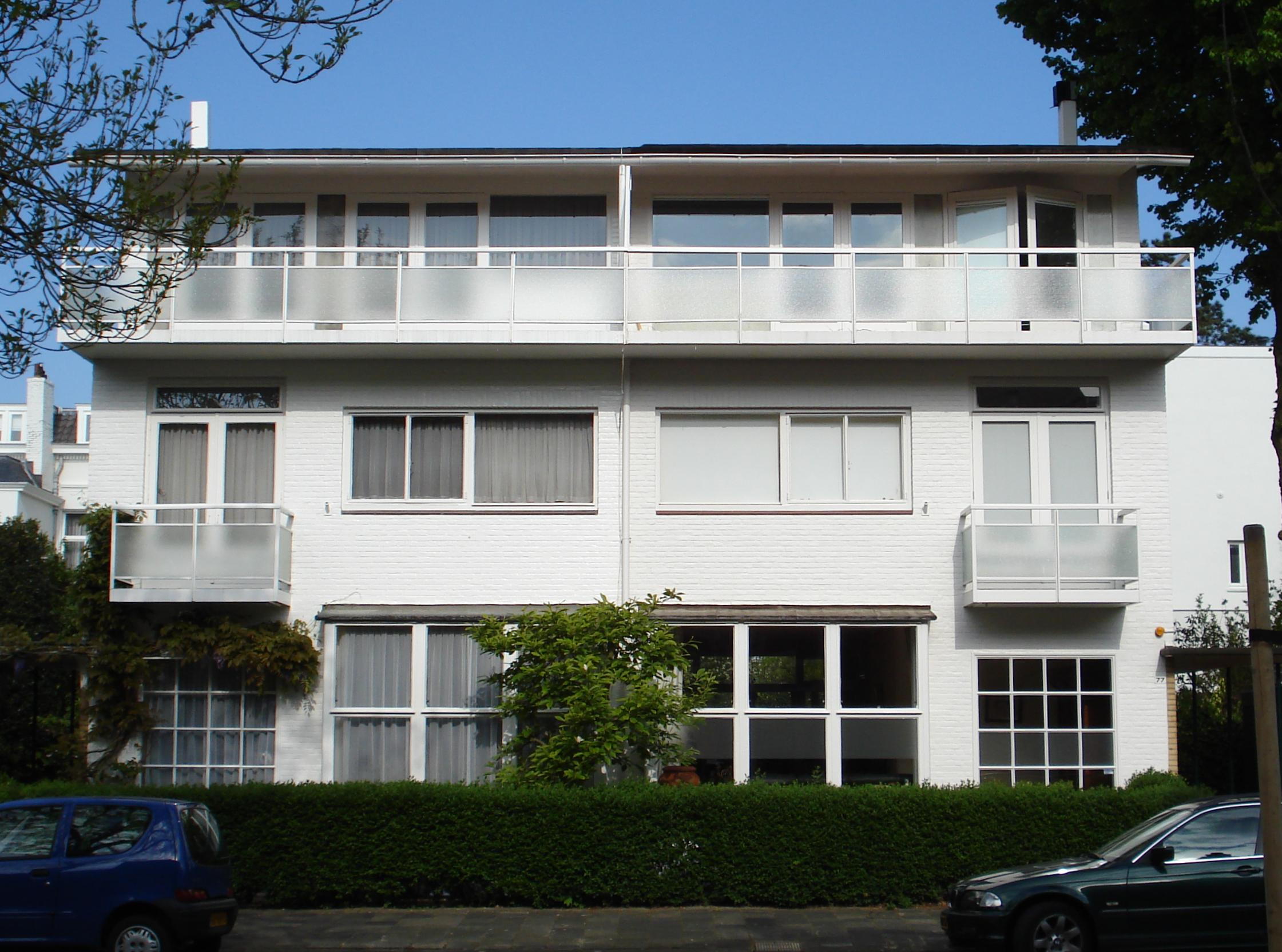
Essenlaan 77-79 in Rotterdam